# Скалярный потенциал
Скаля́рный потенциа́л векторного поля {\displaystyle \mathbf {A} } (чаще просто потенциал векторного поля) — это скалярная функция {\displaystyle \phi } такая, что во всех точках области определения поля
{\displaystyle \mathbf {A} =\operatorname {grad} \,\phi ,}
где {\displaystyle \operatorname {grad} \phi } обозначает градиент {\displaystyle \phi }. В физике обычно потенциалом называют величину, противоположную по знаку (потенциал силы, потенциал электрического поля).

## Потенциальные поля
Поле называется потенциальным, если для него существует скалярный потенциал. Для потенциального поля криволинейный интеграл между двумя точками:
{\displaystyle \phi (\mathbf {r} )=\int \limits _{C}\mathbf {A} (\mathbf {r} )\cdot \,d\mathbf {r} =\int \limits _{a}^{b}\mathbf {A} (\mathbf {r} (t))\cdot \mathbf {\dot {r}} (t)\,dt}
не зависит от пути интегрирования {\displaystyle C=\left\{\mathbf {r} (t)|t\in [a,b]\right\}}, соединяющего эти точки. Это равносильно тому, что интеграл по любому замкнутому контуру {\displaystyle C} равен нулю:
{\displaystyle \oint \limits _{C}\mathbf {A} (\mathbf {r} )\cdot \,\mathbf {dr} =0}
В физических терминах это означает, что механическая работа по перемещению пробного тела в силовом потенциальном поле не зависит от траектории перемещения, а только от положения начальной и конечной точек траектории.
Непрерывное векторное поле в односвязной области трёхмерного пространства потенциально тогда и только тогда, когда оно безвихревое:
{\displaystyle \mathbf {A} =\operatorname {grad} \,\phi \Leftrightarrow \operatorname {rot} \,\mathbf {A} =0}
Обобщением этой теоремы на случай произвольного конечномерного пространства является лемма Пуанкаре. Для таких пространств существует изоморфизм между векторными полями {\displaystyle \mathbf {A} } и 1-формами {\displaystyle \omega _{\mathbf {A} }}, при этом вопрос о существовании потенциала сводится к вопросу об обращении внешнего дифференцирования. Лемма Пуанкаре утверждает, что любая замкнутая форма в односвязной области конечномерного пространства точна.
Заметим, что в общем случае неодносвязного пространства условия замкнутости недостаточно. Легко проверить, что поле на плоскости
{\displaystyle \mathbf {A} =\left({\frac {-y}{x^{2}+y^{2}}},{\frac {x}{x^{2}+y^{2}}}\right)}
является безвихревым в любой односвязной области, не содержащей точку {\displaystyle (0,0)}, однако
{\displaystyle \int \limits _{C}\mathbf {A} (\mathbf {r} )\cdot \,\mathbf {dr} =2\pi }
для любого контура {\displaystyle C}, один раз обходящего вокруг начала координат против часовой стрелки.

## Ньютонов потенциал
Из любого векторного поля в {\displaystyle \mathbb {R} ^{3}} можно выделить его потенциальную составляющую. Соответствующий ей потенциал можно записать в явном виде, не производя разложение самого поля. Он определяется интегралом, называющимся ньютоновым потенциалом:
{\displaystyle \phi (\mathbf {r} _{0})={\frac {1}{4\pi }}\int \limits _{\mathbb {R} ^{3}}{\frac {\operatorname {div} \,\mathbf {A} }{\left|\mathbf {r} -\mathbf {r} _{0}\right|}}dV}
При этом дивергенция поля должна убывать на бесконечности быстрее, чем {\displaystyle {\frac {1}{r^{2}}}}. В случае безвихревого поля этот интеграл даёт скалярный потенциал поля.
Дивергенцию {\displaystyle \operatorname {div} \,\mathbf {A} } можно отождествить с плотностью зарядов {\displaystyle \rho (\mathbf {r} )}. В частности, для поля
{\displaystyle \mathbf {A} =-{\frac {\mathbf {r} }{r^{3}}}}
получаем обычную формулу для ньютонова гравитационного потенциала точечной массы, расположенной в начале координат:
{\displaystyle \phi (\mathbf {r} _{0})=\int \limits _{\mathbb {R} ^{3}}{\frac {\delta (\mathbf {r} )}{\left|\mathbf {r} -\mathbf {r} _{0}\right|}}dV={\frac {1}{r}}}
где {\displaystyle \delta (\mathbf {r} )} — трёхмерная дельта-функция Дирака.